# Mestre Suassuna
Reinaldo Ramos Suassuna, ou Mestre Suassuna, (Itabuna, 3 de julho de 1938) é um dos grande nomes dentro da capoeira no Brasil. Fundador do Grupo de capoeira Cordão de Ouro, em 1 de setembro de 1967, juntamente com Mestre Brasília, criador do estilo Miudinho e difusor da capoeira em escala mundial.
Começou seu aprendizado ainda garoto em sua cidade natal, Itabuna-BA, por conta de um problema muscular em suas pernas que o obrigava a praticar algum esporte. Nesta época, frequentava as rodas de rua, onde estavam presentes grandes capoeiristas da região, como os Mestres Sururú, Bigode de Arame e Maneca Brandão.
Para buscar mais conhecimento, viajava esporadicamente para Salvador, onde frequentou os mais famosos terreiros de capoeira da Bahia.
Os mestres Bimba, Canjiquinha, Pastinha, Waldemar, Caiçara e alguns outros, tornaram-se a referência para desenvolver o trabalho de Suassuna, sendo os dois primeiros com maior destaque e que viriam a diplomá-lo no futuro, reconhecendo seu trabalho como Mestre.
Em 1965, Mestre Suassuna veio para São Paulo e, em 1967, criou o grupo Cordão de Ouro juntamente com Mestre Brasília na Vila Mariana. O grupo hoje é conhecido mundialmente e possui filiais espalhadas por todos os continentes em diversos países.